# 心印禪師塔
29°05′50″N 115°34′46″E / 29.0972222°N 115.579444°E
心印禅师塔為心印禪師的祖師塔。禪師約宋大觀末年間住持雲居山真如禪寺，宋徽宗政和二年（1112年）壬辰歲九月三十日圓寂，建塔於雲居山。塔座落於雲居山真如禪寺常住東北側約230米處，青龍山山坳上，居心空禪師塔上方約20米左右，海拔688.8公尺。

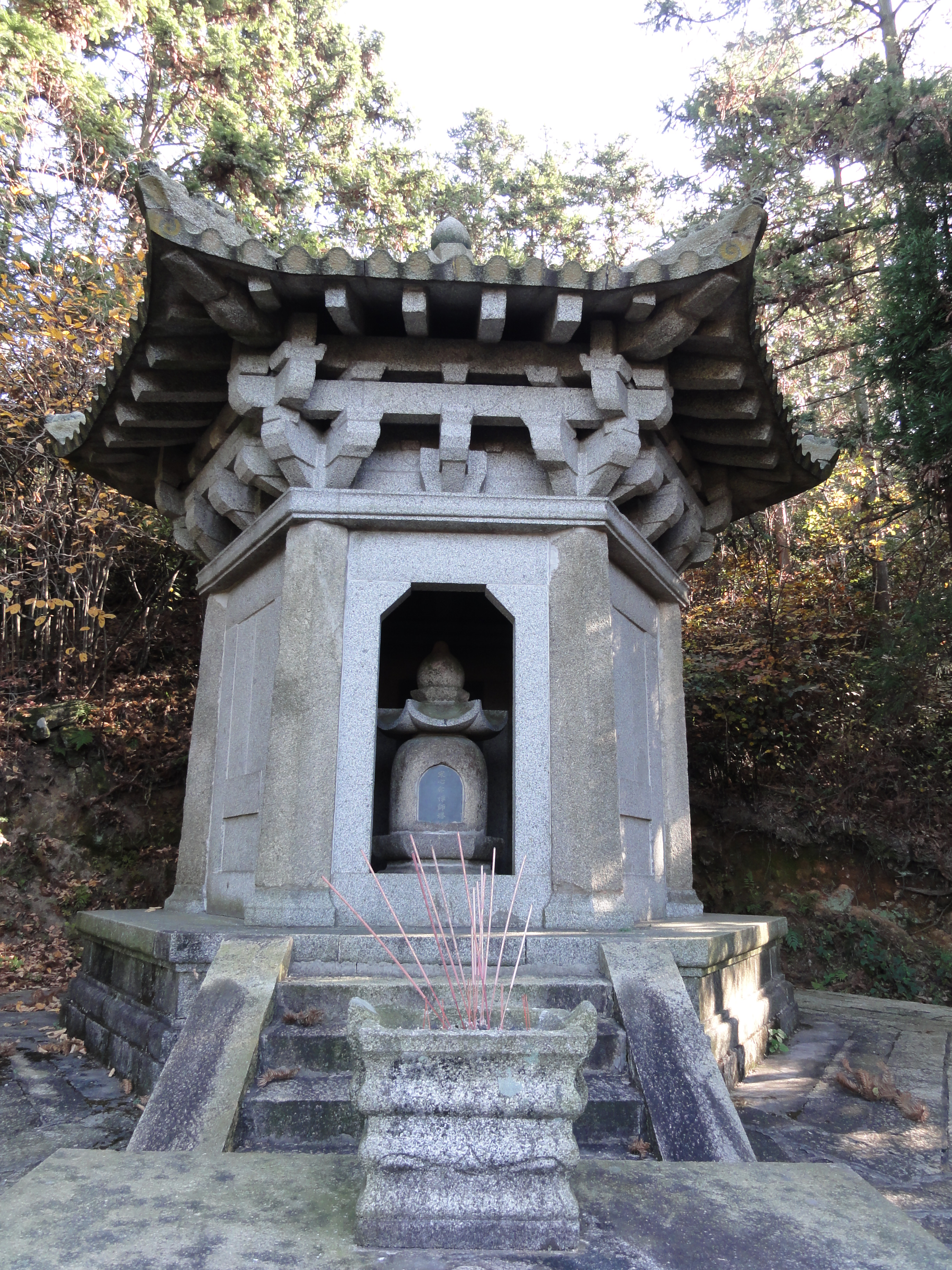
宋代高僧心印禪師塔(塔全景圖)，座落於雲居山真如寺常住外東北側，青龍山山坳上。

## 历史
塔原最早預建於宋大觀四年（1110）趙州關內明月湖左側山坳中。文革中塔遭毀損，而於1986年由真如禪寺常住加以修葺恢復。

## 结构
心印禅师塔座北朝南，材料是花崗岩。
塔身正面中央青石碑上，鐫有楷體｢宋心印禪師塔」。
塔外門柱為宋代古石，上左側鐫有楷書｢宋心印禪師塔政和二年 」，右側為｢壬辰歲九月三十日示寂」。
塔亭頂部一橫樑，係宋時原物，鐫有｢鉅宋大觀庚寅七月建至冬十有一月畢謹題」。
亭內後牆中央青石碑上，鐫有豎列三行楷體字，正中為｢宋建心印禪師之塔亭」，右側為｢宋心印禪師 政和二年壬辰九月三十日示寂 鉅宋大觀庚寅七月建至冬十一月畢謹題」，左側為｢佛曆三千零十三年  公元一九八六年住持一誠都監達定暨大眾施主重修」。

## 引用資料
1. ↑  〈心印禪師塔〉，頁109，卷五，塔院，《雲居山志》。
2. 1 2 3  〈心印禪師塔〉，頁17-18，第一編總論，第三章全身塔墓，《雲居山新志》。

## 外部連結
1. 〈心印禪師塔〉，《雲居山志》，卷5，頁109，塔院篇。https://web.archive.org/web/20120314225228/http://buddhistinformatics.ddbc.edu.tw/fosizhi/ui.html?book=g074
2. 地名規範資料庫：https://web.archive.org/web/20120618031039/http://dev.ddbc.edu.tw/authority/place/index.php 〈宋心印禪師塔〉，ID No ：CN0360425T02AE
3. 雲居山塔院巡禮：https://web.archive.org/web/20150128112821/http://dev.ddbc.edu.tw/yunjushan/ 2011.3.29